# Enga fordóma
Enga fordóma (на български: „Без предразсъдъци“) е песен на исландската група „Полапьонк“, с която ще представят Исландия на „Евровизия 2014“.
Песента е по музика на Хейдар Кристянсон и текст на Кристянсон и Харалдур Гисласон, и двамата от които членове на групата. Тя носи посланието за млад човек, който заеква значително. Музикантите пишат песента с целта да сложат на дневен ред тормоза и проблемите, които срещат хората със затруднена реч.
На песенния конкурс ще бъде изпълнена английската версия на песента.